# Jean Le Bitoux
Jean Le Bitoux, né le 16 août 1948 à Bordeaux et mort le 21 avril 2010 à Paris 19e, est un journaliste et historien de la déportation homosexuelle français.
Il est une figure du militantisme homosexuel français. Cofondateur du journal Le Gai Pied en 1979, il a milité pour les droits des homosexuels en France,,.

## Biographie
À Nice, en 1969-1970, Jean Le Bitoux (fils d’amiral et en rupture avec sa famille) est élève de la classe de propédeutique musicale du lycée Honoré d'Estienne d'Orves. Parallèlement (après avoir participé aux rares débats sur les questions liées à l'homosexualité, à la Sorbonne en Mai 1968), il va progressivement devenir un militant de cette cause. Il est vite rejeté par les maoïstes de la Gauche prolétarienne (alors très en vue) qu'il découvre rapidement homophobes. Il participe activement à un des trois GLH (groupe de libération homosexuelle) parisiens.
À Paris, il est d'abord professeur de musique de l’Éducation nationale, avec laquelle il a quelques démêlés, du fait d'un esprit rebelle et sans compromission, renforcé par un humour corrosif. Pianiste classique amateur, Jean Le Bitoux accompagne au concert le chanteur haute-contre Thierry Roth-Platen, au début des années 1980, dans le spectacle Arts scéniques et vieilles dentelles, parodiant avec humour une certaine tradition du romantisme macabre : les deux interprètes commencent ainsi par sortir de leur cercueil.
Il devient journaliste pigiste au quotidien Libération. Il se présente aux élections législatives de 1978 dans le 6e arrondissement de Paris avec le soutien du Groupe de libération homosexuelle-Politique & Quotidien (GLH-PQ).
Il crée en 1979 Le Gai Pied avec quelques amis. Jean Le Bitoux est mis en minorité en 1983 pour des raisons éditoriales et économiques. Lorsqu’il démissionne avec d'autres journalistes, le journal continue vers une orientation plus commerciale. Il disparaît en 1992, après 541 numéros.
Jean Le Bitoux s’investit dans la lutte contre le sida, en participant à AIDES dès 1985,. Très attaché à l’histoire et à ses oublis, il milite activement pour la reconnaissance de la déportation homosexuelle par les nazis au cours de la Seconde Guerre mondiale. notamment à travers le récit de la déportation du gay Pierre Seel, alors encore en vie (1994). A suivi son livre Les Oubliés de la mémoire, qui traite du même sujet. Ces ouvrages et ses interventions ont permis la reconnaissance officielle par la France de la déportation d'homosexuels durant la guerre (voir l'exposition dédiée en 2021 au Mémorial de la Soah, de Paris), d'abord par la voix du Premier ministre Lionel Jospin. 

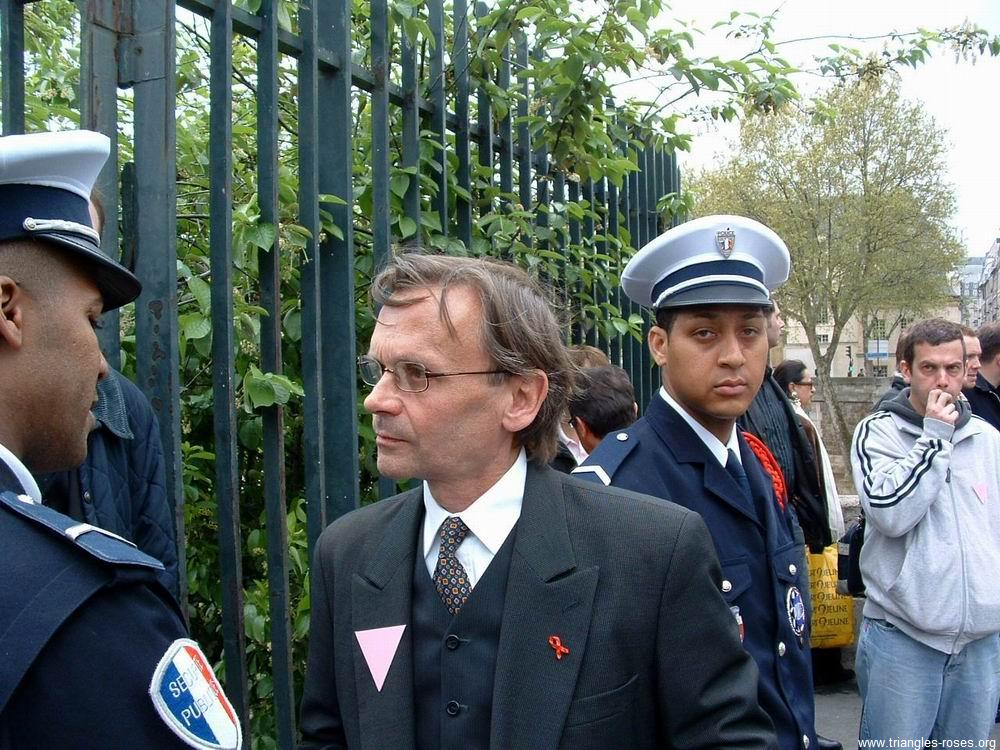
24 avril 2005, Journée nationale du souvenir de la déportation à Paris.
La police empêche Jean Le Bitoux de participer à la cérémonie.

Directeur de recherches en 1992 du Centre d’archives et de documentations homosexuelles de Paris (CADHP), créé avec le soutien de la mairie de Paris, il est licencié pour cause d'absence de résultats.
Jean Le Bitoux crée le Mémorial de la déportation homosexuelle, qu'il préside à sa fondation, et révèle le calvaire de l’Alsacien Pierre Seel, déporté pour homosexualité au camp de Schirmeck, avec qui il publie Moi, Pierre Seel, déporté homosexuel en 1994. Sur ce thème, il écrit en 2002 Les Oubliés de la Mémoire.
Jean Le Bitoux meurt le 21 avril 2010. Il est incinéré au colombarium du Père Lachaise, puis selon ses dernières volontés, ses cendres sont enterrées au pied d’un baobab dans le village de Pesseribougou au Mali, d’où était originaire son dernier compagnon .

## Hommages posthumes
Un jardin public de la ville de Montreuil-sous-Bois, angle des rues Paul Bert et Étienne Marcel, porte son nom depuis le 15 mars 2014.
La bibliothèque du Centre LGBT Paris-Île-de-France, porte le nom de Jean Le Bitoux et une plaque y est apposée.

## Œuvres
- Moi, Pierre Seel, déporté homosexuel, avec Pierre Seel, Calman-Lévy, 1994  (ISBN 978-2702122778)
- Les Oubliés de la mémoire, Hachette Littératures, 2002  (ISBN 978-2012356252)
- Citoyen de seconde zone, avec Hervé Chevaux et Bruno Proth, Hachette, 2003  (ISBN 978-2012355682)
- Entretiens sur la question gay, H&O, 2005  (ISBN 978-2845470989)

#### Travaux universitaires
- Christophe Broqua, À propos de l'homosexualité masculine et du sida, Mouvements, 5/2004, no 35, p. 166-171, texte intégral

### Filmographie
- Le Gai Tapant, Jean Le Bitoux, le « Harvey Milk » français, documentaire de Voto & Goa, 54 min, DVD Épicentre Films 2011